# Volleybalvereniging Capelle Nieuwerkerk 2020-2021 (maschile)
Questa voce raccoglie le informazioni riguardanti il Volleybalvereniging Capelle Nieuwerkerk nelle competizioni ufficiali della stagione 2020-2021.

## Organigramma societario
Area direttiva
- Presidente: Ard Kramer

Area tecnica
- Allenatore: Ferry van Hal

## Rosa
| N° | Nome               | Ruolo | Data di nascita   | Nazionalità sportiva |
| -- | ------------------ | ----- | ----------------- | -------------------- |
| 1  | Tom Feldkamp       | C     | 1990              | Paesi Bassi          |
| 2  | Lucas Vroom        | C     | 1992              | Paesi Bassi          |
| 3  | Robert Jansen      | P     | 1987              | Paesi Bassi          |
| 4  | Sharif Gabriel     | O     | 18 aprile 1995    | Curaçao              |
| 5  | Daan Spijkers      | S     | 6 marzo 1987      | Paesi Bassi          |
| 6  | Vincent Smit       | C     | 1993              | Paesi Bassi          |
| 7  | Tom van Reeuwijk   | O     | 17 settembre 1996 | Paesi Bassi          |
| 8  | Thomas Boerefijn   | S     | 1990              | Paesi Bassi          |
| 9  | Ferdy van Dijk     | S     | 17 luglio 2001    | Paesi Bassi          |
| 10 | Roland Mijnans     | P     | 1990              | Paesi Bassi          |
| 11 | Ralph Backer       | C     | 9 maggio 1974     | Paesi Bassi          |
| 12 | Rogier van Leeuwen | L     | 1989              | Paesi Bassi          |
| 13 | Sammy Talbott      | L     | 30 aprile 2004    | Paesi Bassi          |
| 14 | Thomas Tournier    | O     | 1989              | Paesi Bassi          |
| 16 | Matthew Immers     | S     | 13 novembre 2000  | Paesi Bassi          |

## Statistiche

### Statistiche di squadra
| Competizione | Punti | In casa | In casa | In casa | In trasferta | In trasferta | In trasferta | Totale | Totale | Totale |
| Competizione | Punti | G       | V       | P       | G            | V            | P            | G      | V      | P      |
| ------------ | ----- | ------- | ------- | ------- | ------------ | ------------ | ------------ | ------ | ------ | ------ |
| Eredivisie   | 5/11  | 10      | 3       | 7       | 9            | 1            | 8            | 19     | 4      | 15     |
| Totale       | -     | 10      | 3       | 7       | 9            | 1            | 8            | 19     | 4      | 15     |